# Бармиссен
Бармиссен (нем. Barmissen) — община в Германии, в земле Шлезвиг-Гольштейн. 
Входит в состав района Плён. Подчиняется управлению Прец-Ланд.  Население составляет 171 человек (на 31 декабря 2010 года). Занимает площадь 5,15 км².